# دوغانيات مزيفة
دوغانيات مزيفة (الاسم العلمي: Pseudoduganella) هي جنس من البكتيريا، سلبية الغرام، تتبع فصيلة الجرثوميات حامضية.